# Jean-Marie Périer
Jean-Marie Périer (nacido el 1 de febrero de 1940) es un fotógrafo y director de cine francés .
El 22 de junio de 1963, la revista Salut les copains organizó un concierto en la plaza de la Nation de París, con cantantes como Johnny Hallyday , Richard Anthony , Eddy Mitchell y Frank Alamo. Atrajo a más de 150.000 jóvenes. Al día siguiente, el titular de Paris-Presse decía "El fotógrafo del concierto y amigo de muchos cantantes fue Jean-Marie Périer". 

## Filmografía
- 1970 : Tumuc Humac, película que tuvo lugar en el Tumuk Humak Mountains, con Marc Porel, Dani, François Périer y André Pousse
- 1973 : fr, con Jacques Dutronc y Keith Carradine
- 1973 : Témoignages (serie de televisión) (episodio : Un monstre), con François Périer
- 1978 : Dirty Dreamer, con Jacques Dutronc y Lea Massari
- 1980 : Téléphone public (película que formó parte de la competencia oficial del  Festival de Cannes)[1]
- 1985 : Love & Happiness, David Sanborn, Marcus Miller, Don Grolnick, Hiram Bullock, Buddy Williams y Hamish Stuart.
- 2007 :  Catching Salinger, documental escrito por Frederic Beigbeder.